# Lucius Antonius Albus (Konsul 102)
Lucius Antonius Albus war ein im 2. Jahrhundert n. Chr. lebender römischer Politiker.
Durch ein Militärdiplom, das auf den 19. November 102 datiert ist, ist belegt, dass Albus 102 zusammen mit Marcus Iunius Homullus Suffektkonsul war; die beiden Konsuln übten ihr Amt vermutlich vom 1. November bis zum Ende des Jahres aus. Sein gleichnamiger Sohn, Lucius Antonius Albus ist von 117 bis 145 als Arvalbruder nachgewiesen.